# Italian sinfonia/Non mi fermare
Italian sinfonia/Non mi fermare è l'undicesimo singolo dei Matia Bazar, pubblicato nel 1980 dalla Ariston (catalogo AR 00897), che anticipa l'album Il tempo del sole (1980).

## Il disco
Raggiunge la 15ª posizione nella classifica settimanale delle vendite dei singoli in Italia e la 61ª nella classifica dell'anno 1980.

## I brani

### Italian sinfonia
Italian sinfonia, presente sul lato A del disco, è il brano con cui il gruppo partecipa durante il 1980 alle manifestazioni canore Festivalbar, Cantagiro e Vota la voce.
Nuestra sinfonía
Versione in spagnolo di Italian sinfonia (lett. "[La] nostra sinfonia") pubblicata nel 1980 dalla Epic Records (catalogo EPC 9351) come lato A di un singolo promozionale ed inserita come seconda traccia nell'album El tiempo del sol (1980) destinato al mercato latino, insieme al lato B (omonimo all'album) come prima traccia.

### Non mi fermare
Non mi fermare è il brano presente sul lato B del disco.

## Tracce
Scritte, composte ed arrangiate da tutti i componenti del gruppo. In particolare, i testi sono di Giancarlo Golzi e Aldo Stellita, le musiche di Antonella Ruggiero, Carlo Marrale e Piero Cassano.
Lato A
1. Italian sinfonia – 4:10

Lato B
1. Non mi fermare – 5:23

## Formazione
- Antonella Ruggiero - voce solista
- Piero Cassano - tastiere, voce
- Carlo Marrale - chitarra, voce
- Aldo Stellita - basso
- Giancarlo Golzi - batteria

## Classifiche
| Classifica (1980) | Posizione raggiunta |
| ----------------- | ------------------- |
| Italia            | 11                  |